# 杉浦日向子
杉浦 日向子（すぎうら ひなこ、本名：鈴木 順子（すずき じゅんこ）、1958年〈昭和33年〉11月30日 - 2005年〈平成17年〉7月22日）は、日本の漫画家、江戸風俗研究家、エッセイスト。時代考証が確かで、江戸や明治の生活風俗を生き生きと描いた作品を残した。

## 生涯
東京・日本橋で開業する呉服屋の娘として港区芝に生まれる。幼時から歌舞伎、寄席、大相撲、江戸文化にひたって育った。また、5歳上の兄（鈴木雅也・カメラマン）の影響で、ロック・映画などのサブカルチャーに早くから関心を寄せる。
1977年に日本大学鶴ヶ丘高等学校を卒業、アート・ディレクターを志望して日本大学芸術学部デザイン学科に入学。しかし講義に興味が持てず、1年で中退。模索している時に黄表紙と森銑三の著作と出会う。このことが深く江戸に関わるきっかけとなる。家業を手伝いながら、手描きの友禅の勉強をする。やがて、独学で勉強できる「時代考証」に興味を抱き、朝日カルチャーセンターでの稲垣史生の「時代考証教室」に通い、その熱心さに稲垣に正式な「弟子」として認められ、稲垣の川越の自宅に3年間通った。しかし稲垣に「時代考証で生活できるようになるには15年かかる」と言われ、とりわけ好きではなかった漫画へと方向を変える。
22歳の時、月刊漫画『ガロ』1980年11月号で、吉原を題材にした『通言・室之梅』（つうげん・むろのうめ）で漫画家としてデビュー。時代考証が確かな作品で、その作風は文芸漫画と呼ばれた。同じ『ガロ』出身のやまだ紫、近藤ようこと「ガロ三人娘」と呼ばれるが、徐々に他の雑誌等でも執筆するようになり、人気を得る。
浮世絵を下地にした独特な画風に特徴があり、江戸の風俗を生き生きと描くことを得意とした。漫画家としての代表作には、実業之日本社の雑誌「漫画サンデー」で1983年11月15日号から連載の葛飾北斎と浮世絵師たちの世界を描いた連作短編集『百日紅』、月刊誌小説新潮で1986年から1993年まで、99話の怪談を描いた『百物語』がある。
1984年、『合葬』で日本漫画家協会賞優秀賞受賞。1986年から1988年まで、小学館の雑誌「ビッグコミックオリジナル」に挿絵入りのコラム「一日江戸人」を連載（38回、その後単行本化）、同誌1984年度の増刊号には漫画「閑中忙あり」（3回）を寄稿している。
1987年12月から1989年11月にかけて、「週刊朝日」に『ウルトラ人生相談』を掲載。奇想天外な回答で読者を楽しませた。
1988年、『風流江戸雀』で文藝春秋漫画賞受賞。1990年から6年間にわたって「小説現代」にイラスト入り体験ルポ三部作『東京イワシ頭』『吞吞草子』『入浴の女王』を連載。
1992年春、入院した病院で、血液の免疫系の疾患で白血病に近い難病であると診断される。そのため、締切がハードな漫画を描き続けることはできないと、漫画家を引退して隠居すると発表した。
1993年8月から2000年9月まで「毎日新聞」の書評委員を務め、死、病気、老い、いのち等に関する本を多く取り上げた。それらの書評は『江戸の旅人 書国漫遊』に収録されている。
1995年から『コメディーお江戸でござる』（NHK総合テレビ）で江戸の歴史、風習についての解説コーナーを約9年間担当した。
2003年、咽頭に癌が発見され、2回の手術を受ける。その直後2005年1月に、1人で南太平洋クルーズに旅立つ。
最晩年、杉浦は文筆に専念して、市井の人々の生き死にをしみじみと描いた掌編小説集『ごくらくちんみ』『4時のおやつ』を書き残した。
2005年7月22日午前4時32分、下咽頭癌のため千葉県柏市内の病院で死去。46歳没。

## 人物・逸話
- 無類の蕎麦好き（蕎麦屋好き）で、ソビエト連邦が崩壊した1991年に仲間と「ソ連」（ソバ好き連）を立ち上げ[12][13]、『ソバ屋で憩う』（1997年）、それを大幅に増補・改訂して『もっとソバ屋で憩う』（2002年）を編む。半端な午さがりに蕎麦屋の隅っこで呑む日本酒を愛した[14]。
- 銭湯好きでもあり、銭湯研究から「路上観察学会」にも参加した[11]。
- 岡本綺堂の愛読者であり、ちくま日本文学全集で解説「うつくしく、やさしく、おろかなり」を書いた。この文は、杉浦が隠居を決断した1993年に書かれており、その時の決意も読み取ることができる[6]。

## 作品

### 漫画作品リスト
- 『合葬』（1983年、青林堂、のち、ちくま文庫）
- 『ゑひもせす』（1983年、双葉社、のち、ちくま文庫）
- 『ニッポニア・ニッポン』（1985年、青林堂、のち、ちくま文庫）
- 『二つ枕』（1986年、青林堂、のち、ちくま文庫）
- 『風流江戸雀』（1987年、潮出版社、のち、新潮文庫）
- 『百日紅』全3巻（1987年、実業之日本社、のち、ちくま文庫（上下））
- 『YASUJI東京』（1988年、筑摩書房、のち、ちくま文庫）
- 『東のエデン』（1989年、青林堂、のち、ちくま文庫）[注 5]
- 『とんでもねえ野郎』（1991年、青林堂、のち、ちくま文庫）
- 『百物語』（1993年、新潮社、のち、新潮文庫）
- 『杉浦日向子全集』全8巻（1995年、筑摩書房）

### 著作リスト
- 『江戸へようこそ』（1986年、筑摩書房、のち、ちくま文庫）
- 『大江戸観光』（1987年、筑摩書房、のち、ちくま文庫）
- 『江戸アルキ帖』（1989年、新潮文庫）
- 『ウルトラ人生相談』（1990年、朝日新聞社）
- 『杉浦日向子のぶらり江戸学』（1992年、マドラ出版）
- 『東京イワシ頭』（1992年、講談社、のち、講談社文庫）
- 『呑々草子』（1994年、講談社、のち、講談社文庫）
- 『入浴の女王』（1995年、講談社、のち、講談社文庫）
- 『対談 杉浦日向子の江戸塾』（1997年、PHP研究所、のちPHP文庫）
- 『東京観音』（1998年、筑摩書房）- 写真／ 荒木経惟
- 『大江戸美味草子』（1998年、新潮社、のち、新潮文庫）
- 『お江戸風流さんぽ道』（1998年、世界文化社、のち小学館文庫）
- 『一日江戸人』（1998年、小学館文庫、のち新潮文庫）
- 『お江戸でござる』（2003年、ワニブックス、のち、新潮文庫）
- 『ごくらくちんみ』（2004年、新潮社、のち新潮文庫）
- 『4時のおやつ』（2004年、新潮社、のち新潮文庫）
- 『隠居の日向ぼっこ』（2005年、新潮社、のち新潮文庫）
- 『杉浦日向子の食・道・楽』（2006年、新潮社、のち新潮文庫）[注 6]
- 『うつくしく、やさしく、おろかなり 私の惚れた「江戸」』（2006年、筑摩書房、のち、ちくま文庫）
- 『杉浦日向子の江戸塾 特別編』（2008年、PHP研究所）のち『杉浦日向子の江戸塾 笑いと遊びの巻』（2011年、PHP文庫）
- 『江戸へおかえりなさいませ』（2016年、河出書房新社）
- 『江戸の旅人 書国漫遊』（2017年、河出書房新社）
- 『杉浦日向子ベスト・エッセイ』（2021年、ちくま文庫）
- 『お江戸暮らし』（松田哲夫編、2022年、筑摩書房〈ちくま文庫〉、ISBN 978-4-480-43815-7）

### 共著
- 『その日ぐらし 江戸っ子人生のすすめ』（1991年、PHP研究所）- 共著／高橋克彦
- 『新潮古典文学アルバム 江戸戯作』（1991年、新潮社）- 共著／神保五弥
- 『路上探検隊 讃岐路をゆく』赤瀬川原平,藤森照信,南伸坊,林丈二,松田哲夫,井上迅共著（1993年、JICC出版局）- 編／路上観察学会
- 『ソバ屋で憩う』（1997年、BNN、のち、新潮文庫）- 編著／杉浦日向子とソバ好き連
- 『いろはカルタに潜む江戸のこころ・上方の知恵』（1998年、小学館）- 共著／藤本義一
- 『奥の細道俳句でてくてく』（2002年、太田出版）- 共著／路上観察学会
- 『もっとソバ屋で憩う』（2002年、新潮文庫）- 編著／杉浦日向子とソバ好き連

### 漫画原作
- 「放流門人魚（ほるもんにんぎょ）」- 作画／内田春菊。内田の単行本『ベッドの中で死にたいの』に収録。

## テレビ出演
- コメディーお江戸でござる（NHK総合テレビ）
- クイズ日本昔がおもしろい（TBS） - レギュラー解答者

## メディアミックス
- 歌舞伎 江戸浮世話 彦三太鼓（1986年）- 短編漫画「ヤ・ク・ソ・ク」を、親交のあった栗本薫が歌舞伎脚本にしている。
- 百日紅 〜Miss HOKUSAI〜（2015年5月9日公開） - 『百日紅』のアニメ映画化。
- 合葬（2015年9月26日公開） - 実写映画化[15]